# Meteorus zinaidae
Meteorus zinaidae är en stekelart som beskrevs av Sergey A. Belokobylskij 1987. Meteorus zinaidae ingår i släktet Meteorus och familjen bracksteklar. Inga underarter finns listade i Catalogue of Life.